# Paul Westerberg
Paul Westerberg (* 31. prosince 1959 Minneapolis) je americký zpěvák a kytarista. V roce 1979 založil společně s baskytaristou Tommym Stinsonem, bubeníkem Chrisem Marsem a kytaristou Bobem Stinsonem kapelu The Replacements, která vydala celkem sedm alb. Rozpadla se v roce 1991, později byla znovu obnovena, ale žádné nahrávky již nevydala. Sestava kapely se několikrát změnila, jedinými stálými členy zůstali Westerberg a Stinson. Westerberg v období, kdy kapela nebyla aktivní, vydal několik sólových alb.